# مير أباد (أذربيجان الغربية)
مير أباد (بالفارسية: میرآباد) هي منطقة سكنية تقع في إيران في Vazineh District. يقدر عدد سكانها بـ 7,987 نسمة وترتفع عن سطح البحر 1,470 متر.